# Оксид протактиния(V)
Оксид протактиния(V) — бинарное неорганическое соединение металла протактиния и кислорода с формулой Pa2O5, бесцветные (белые) кристаллы, нерастворимые в воде. Впервые был получен в 1927 году немецким химиком en:Aristid von Grosse в количестве 2 миллиграммов.

## Получение
- Сгорание протактиния на воздухе:

{\displaystyle {\mathsf {4Pa+5O_{2}\ {\xrightarrow {350^{o}C}}\ 2Pa_{2}O_{5}}}}
- Разложение гидроксида протактиния:

{\displaystyle {\mathsf {2Pa(OH)_{5}\ {\xrightarrow {475^{o}C}}\ 2Pa_{2}O_{5}+5H_{2}O}}}

## Физические свойства
Оксид протактиния(V) образует бесцветные (белые) кристаллы кубической сингонии, параметры ячейки a = 0,5445 нм, Z = 4.
При температуре 500°С переходит в фазу ромбической сингонии.

## Химические свойства
- Разлагается при нагревании:

{\displaystyle {\mathsf {2Pa_{2}O_{5}\ {\xrightarrow {1550^{o}C}}\ 4PaO_{2}+O_{2}}}}
- Реагирует с концентрированной горячей серной кислотой:

{\displaystyle {\mathsf {Pa_{2}O_{5}+H_{2}SO_{4}\ {\xrightarrow {80^{o}C}}\ H_{3}[Pa(SO_{4})_{3}O]+3H_{2}O}}}
- Реагирует с концентрированной плавиковой кислотой:

{\displaystyle {\mathsf {Pa_{2}O_{5}+12HF\ {\xrightarrow {0^{o}C}}\ 2H[PaF_{6}]+5H_{2}O}}}
{\displaystyle {\mathsf {Pa_{2}O_{5}+10HF\ {\xrightarrow {110^{o}C}}\ 2PaF_{5}\downarrow +5H_{2}O}}}
- Восстанавливается водородом:

{\displaystyle {\mathsf {Pa_{2}O_{5}+H_{2}\ {\xrightarrow {1500-1550^{o}C}}\ 2PaO_{2}+H_{2}O}}}
- При действии фтористого водорода и водорода образуется фторид протактиния(IV):

{\displaystyle {\mathsf {Pa_{2}O_{5}+8HF+H_{2}\ {\xrightarrow {350-500^{o}C}}\ 2PaF_{4}+H_{2}O}}}
- Реагирует с фосгеном с образованием хлорида протактиния(V):

{\displaystyle {\mathsf {Pa_{2}O_{5}+5CCl_{2}O\ {\xrightarrow {300-550^{o}C}}\ 2PaCl_{5}+5CO_{2}}}}

## Применение
Небольшие количества оксида (от 0,005 до 0,52% по содержанию) используются как добавка к смеси оксидов, из которой состоят высокотемпературные диэлектрики для керамических конденсаторов.